# Momhil Sar
Le Momhil Sar (en ourdou : مومہل سر) est une montagne du Pakistan culminant à 7 343 mètres ou 7 414 mètres d'altitude. Il est situé dans l'Hispar Muztagh dans le massif du Karakoram, à 14 kilomètres du Distaghil Sar (7 885 m).

## Ascensions

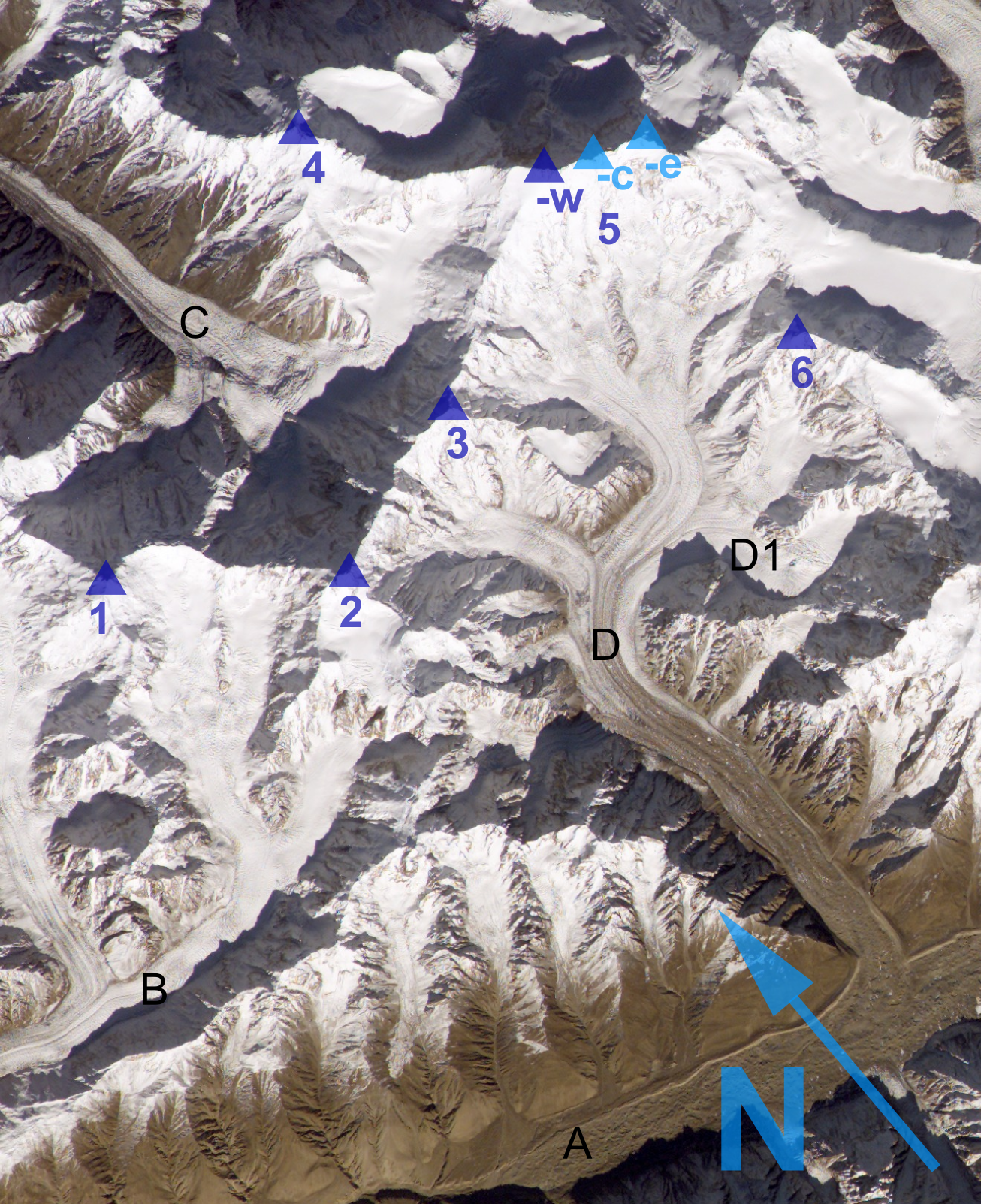
Vue satellite depuis la Station spatiale internationale de la partie ouest de l'Hispar Muztagh. En 1, le Momhil Sar ; en 2, le Trivor ; en 5, le Distaghil Sar.

La première ascension du Momhil Sar est effectuée en 1964 par une expédition autrichienne menée par Hans Schell, via le glacier Gharesa (B) puis le col entre le Momhil Sar (1) et le Trivor (2). L'expédition atteint le sommet le 29 juin.